# Triphleba zernyi
Triphleba zernyi är en tvåvingeart som beskrevs av Schmitz 1927. Triphleba zernyi ingår i släktet Triphleba och familjen puckelflugor. Inga underarter finns listade i Catalogue of Life.